# Basket College Rhein-Neckar
Das Basket-College Rhein-Neckar ist ein gemeinsames Projekt des USC Heidelberg und der SG Mannheim. Gegründet wurde das BCRN im Mai 2003 mit dem Ziel, die regionale Nachwuchsarbeit beim Basketball vereins- und verbandsübergreifend zu bündeln und zu vernetzen.